# Varnhem
Varnhem is een plaats in de gemeente Skara in het landschap Västergötland en de provincie Västra Götalands län in Zweden. De plaats heeft 718 inwoners (2005) en een oppervlakte van 79 hectare.

## Verkeer en vervoer

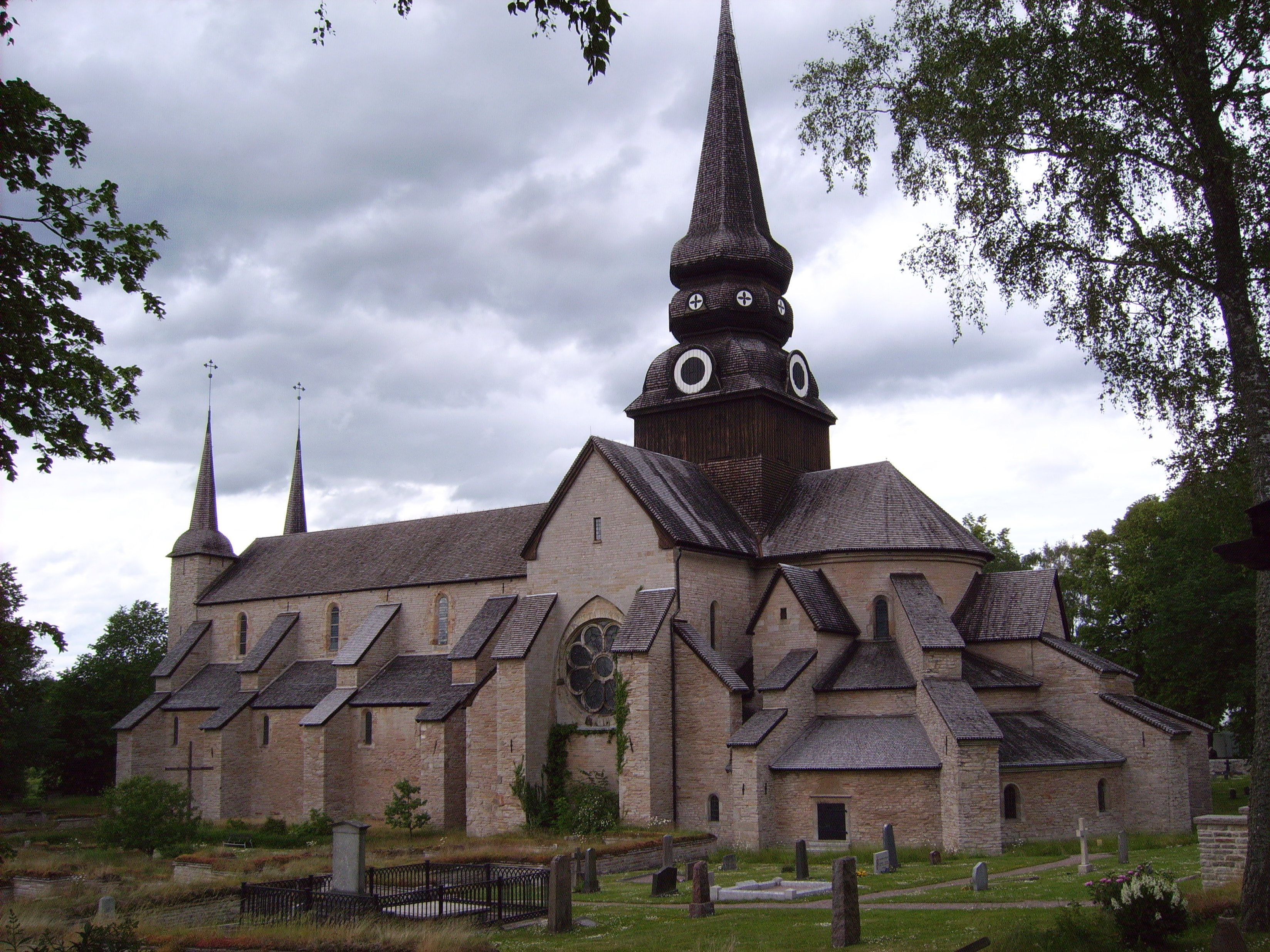
Klooster

Bij de plaats loopt de Riksväg 49.